# Arthur Crispien
Arthur Crispien (4 de novembro de 1875, Kaliningrado, Rússia - 29 de novembro de 1946, Berna, Suíça) foi um político alemão. filiado ao Partido Social-Democrata da Alemanha